# Joshua Hurlburt-Yu
Joshua Hurlburt-Yu (* 28. Dezember 1994 in Toronto) ist ein kanadischer Badmintonnationalspieler. 

## Karriere
Joshua Hurlburt-Yu gewann die U.S. International Series 2018, die Santo Domingo International 2018, die Guatemala International 2018 und die South Australia International 2019. Im letztgenannten Jahr siegte er auch bei den Panamerikaspielen. 2019 und 2020 wurde er kanadischer Meister. 2021 qualifizierte er sich für die Olympischen Sommerspiele des gleichen Jahres.

## Sportliche Erfolge
| Saison | Veranstaltung                             | Disziplin | Platz | Name                              |
| ------ | ----------------------------------------- | --------- | ----- | --------------------------------- |
| 2007   | Ontario Championships U14 2007            | MD        | 1     | David Chan / Joshua Hurlburt-Yu   |
| 2008   | Ontario Championships U14 2008            | XD        | 1     | Joshua Hurlburt-Yu / Chen Qufei   |
| 2009   | Ontario Championships U16 2009            | MD        | 1     | Joshua Hurlburt-Yu / Nyl Yakura   |
| 2010   | Ontario Championships U16 2010            | MD        | 1     | Joshua Hurlburt-Yu / Jackie Yeung |
| 2010   | Ontario Championships U16 2010            | XD        | 1     | Joshua Hurlburt-Yu / Chen Qufei   |
| 2011   | Ontario Championships 2011                | XD        | 1     | Joshua Hurlburt-Yu / Renee Yip    |
| 2012   | Kanadische Juniorenmeisterschaft U19 2012 | MD        | 1     | Joshua Hurlburt-Yu / Nyl Yakura   |
| 2013   | Kanadische Juniorenmeisterschaft U19 2013 | MD        | 1     | Joshua Hurlburt-Yu / Jackie Yeung |
| 2013   | Ontario Championships 2013                | XD        | 1     | Joshua Hurlburt-Yu / Brittney Tam |
| 2015   | Kanadische Meisterschaft 2015             | MD        | 3     | Joshua Hurlburt-Yu / Henry Wiebe  |
| 2018   | U.S. International Series 2018            | XD        | 1     | Joshua Hurlburt-Yu / Josephine Wu |
| 2018   | U.S. International Series 2018            | MD        | 1     | Joshua Hurlburt-Yu / Duncan Yao   |
| 2018   | Santo Domingo International 2018          | MD        | 1     | Joshua Hurlburt-Yu / Duncan Yao   |
| 2018   | Santo Domingo International 2018          | XD        | 1     | Joshua Hurlburt-Yu / Josephine Wu |
| 2018   | U.S. International Challenge 2018         | XD        | 3     | Joshua Hurlburt-Yu / Josephine Wu |
| 2018   | Guatemala International 2018              | XD        | 1     | Joshua Hurlburt-Yu / Josephine Wu |
| 2019   | Panamerikaspiele 2019                     | XD        | 1     | Joshua Hurlburt-Yu / Josephine Wu |
| 2019   | South Australia International 2019        | XD        | 1     | Joshua Hurlburt-Yu / Josephine Wu |
| 2019   | Kanadische Meisterschaft 2019             | MD        | 2     | Joshua Hurlburt-Yu / Duncan Yao   |
| 2019   | Kanadische Meisterschaft 2019             | XD        | 1     | Joshua Hurlburt-Yu / Josephine Wu |
| 2020   | All England 2020                          | XD        | 17    | Joshua Hurlburt-Yu / Josephine Wu |
| 2020   | Austrian International 2020               | MD        | 3     | Peter Briggs / Joshua Hurlburt-Yu |
| 2020   | Kanadische Meisterschaft 2020             | XD        | 1     | Joshua Hurlburt-Yu / Josephine Wu |